# Jhonen Vasquez
Pour les articles homonymes, voir Vasquez.
Jhonen Vasquez (né le 1er septembre 1974) est un auteur de comics de San José en Californie.
Il est le créateur de plusieurs séries de comics aux États-Unis, jamais publiées en France. Parmi celles-ci, Johnny The Homicidal Maniac (en), Squee!, I Feel Sick, The Bad Art Collection (BAC), Filler Bunny, et Happy Noodle Boy, toutes publiées par Slave Labor Graphics et inédites dans les pays francophones.

## Biographie
Jhonen Vasquez naît en 1974 à San Jose Est. Il suit des études au Mount Pleasant High School, où il passe le plus clair de son temps à dessiner en classe dans ses carnets de croquis. Il soumet un projet pour un concours destiné à concevoir la nouvelle apparence de la mascotte de son école, un Cardinal (l'oiseau), projet qui est refusé. À l'arrière d'un des dessins préliminaires pour le concours, il dessine le premier croquis d'un de ses futurs personnages fétiches, qui deviendra plus tard le Johnny C. de Johnny The Homicidal Maniac (en). Le journal de son lycée publiait certains de ses strips ayant pour héros Johnny.
Vasquez a aussi créé le Happy Noodle Boy pendant la même période. D'après lui, l'une de ses petites amies de l'époque a été indirectement à l'origine de la création du personnage. Elle ne cessait de lui demander des dessins, qu'il ne parvenait jamais à réaliser assez vite pour la satisfaire. Il créa alors le personnage le plus simple et grossièrement dessiné possible, qui est devenu plus tard le Happy Noodle Boy.[réf. nécessaire]
Après avoir reçu son diplôme en 1992, Vasquez étudie l'art cinématographique à l'Université d'Anza, en Californie, mais finit par abandonner ses études pour mieux se concentrer sur l'élaboration de comics.

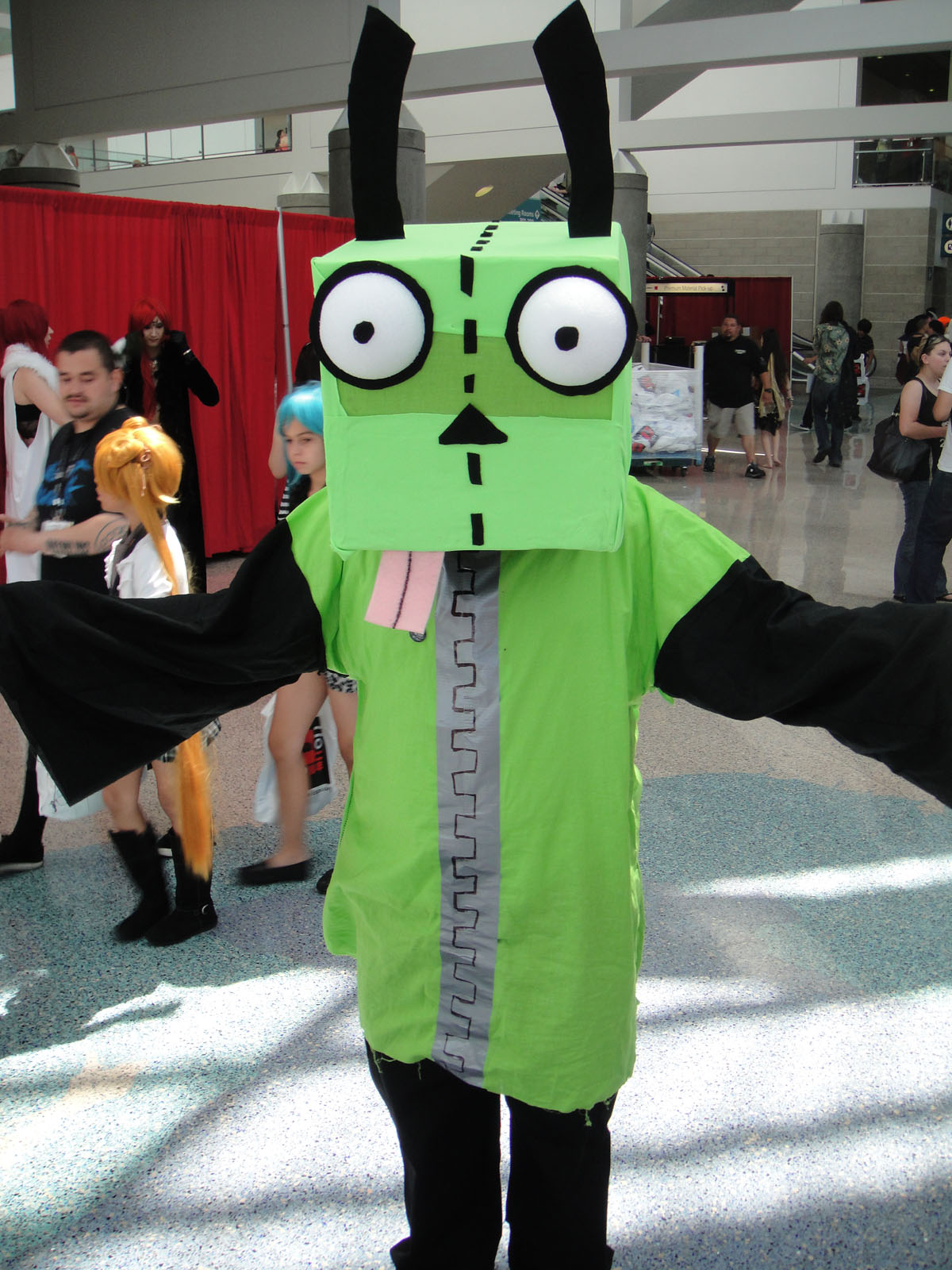
Cosplay de Zut, un des personnages de la série Invader Zim.

Il est aussi le créateur de la série animée Invader Zim, qui l'a fait connaître, ainsi que le réalisateur d'un clip musical pour les Mindless Self Indulgence.
L'œuvre de Jhonen Vasquez trahit souvent une philosophie misanthropique et pessimiste dans un esprit gothique et souvent satanique, bien que ces dernières soient habituellement abordées de manière parodique et satirique. Souvent considéré comme l'un des grands représentants de la sous-culture gothique, il se défend cependant d'y appartenir, ayant son propre univers libre de toute influence communautaire.

## Publications
- Johnny The Homicidal Maniac (en)
- Squee!
- I Feel Sick
- Filler Bunny
- The Bad Art Collection
- Everything Can Be Beaten
- Happy Noodle Boy
- Jellyfist

## Séries animées
- Invader Zim (Créateur, concepteur de personnages)
- Randy Cunningham, le ninja (concepteur de personnages)

## Récompense
- 2015 : Prix Inkpot